# 全国女子囲棋精英戦
全国女子囲棋精英戦（ぜんこくじょしいきせいえいせん、全国女子围棋精英赛）は、中国の囲碁の女流棋士による棋戦。2004年から2008年まで4期実施。西安市で開催された。
2007年第3期は郭杜杯全国女子囲棋精英赛（郭杜杯全国女子围棋精英赛）。2008年第4期は曲江杯全国女子囲棋精英赛（曲江杯全国女子围棋精英赛）。
- 主催 中国囲棋協会、陝西省体育局、西安市体育局
- 共催 西安市囲棋協会、西安棋院
- 協力 陝西師範大学
- 協賛 (3期)西安郭杜教育科技産業開発区、(4期)西安曲江職業囲棋倶楽部
- 優勝賞金 5万元

## 方式
- 1-3期はトーナメント戦で、決勝三番勝負。4期は8名によるリーグ戦。
- コミは6目半。
- 持時間は2時間、使い切ると1分の秒読み5回。

## 優勝者と決勝戦
（左が優勝者）
1. 2004年 黎春華 2-1 孟昭玉
2. 2005年 于梅玲 2-1 魯佳
3. 2007年 唐奕 2-1 葉桂
4. 2008年 李赫（7-0）、2位 曹又尹（5-2）